# Чохатаурський муніципалітет
Чохатаурський муніципалітет (груз. ჩოხატაურის მუნიციპალიტეტი, čoxat'auris municipaliteti) муніципалітет в Грузії, що входить до складу мхаре Гурія. Знаходиться на південно-заході Грузії, займаючи східну частину історичної області Гурія. Адміністративний центр — даба (смт) Чохатаурі.